# Rulîkiv, Vasîlkiv
Rulîkiv (în ucraineană Руликів) este un sat în comuna Poradivka din raionul Vasîlkiv, regiunea Kiev, Ucraina.

## Demografie
Componența lingvistică a localității Rulîkiv
     Ucraineană (97,07%)
     Rusă (2,93%)
Conform recensământului din 2001, majoritatea populației localității Rulîkiv era vorbitoare de ucraineană (97,07%), existând în minoritate și vorbitori de rusă (2,93%).